# Afrorudzik oliwkowy
Afrorudzik oliwkowy (Stiphrornis pyrrholaemus) – gatunek ptaka należący do rodziny muchołówkowatych (Muscicapidae). Zamieszkuje Gabon (Afryka Środkowa). Po raz pierwszy opisany w 2008 roku.

## Systematyka
Holotypem jest dorosły samiec oznaczony numerem katalogowym USNM 631622, zebrany 14 kwietnia 2003 roku w prowincji Ogowe Nadmorskie w południowo-zachodnim Gabonie przez Briana Schmidta ze Smithsonian Institution.
Analiza filogenetyczna wykorzystująca sekwencje DNA mitochondrialnego przeprowadzona przez Schmidta i in. (2008) wskazuje, że afrorudzik oliwkowy jest najbliżej spokrewniony ze Stiphrornis erythrothorax erythrothorax – lub z S. erythrothorax, jeśli są one odrębnymi gatunkami, jak sugerowali Schmidt i współpracownicy. Analizy wykorzystujące sekwencje genów mitochondrialnych i jądrowych przeprowadzone przez Voelkera i in. (2016) sugerują, że afrorudzik oliwkowy jest taksonem siostrzanym do pozostałych przedstawicieli Stiphrornis. Rozdzielenie tych dwóch linii ewolucyjnych zaszło prawdopodobnie w pliocenie, ok. 4 mln lat temu. Według części autorów uznawanie ich za osobne gatunki obecnie jest jednak przedwczesne, mimo iż badania ich DNA sugerują dość istotną izolację tych taksonów, które ponadto różnią się ubarwieniem i piosenkami.

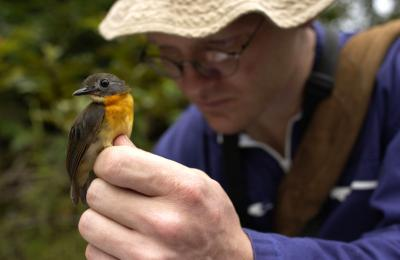
Samica afrorudzika oliwkowego

## Morfologia
Dorosłe ptaki mierzą około 11–12 cm długości i ważą przeciętnie 18 g. Samce charakteryzują się ogniście pomarańczowymi podgardlem i piersią – od których pochodzi nazwa pyrrholaemus – żółtym brzuchem, oliwkowym grzbietem oraz czarnymi piórami na głowie. Samice są podobne, lecz mniej jaskrawo ubarwione. Obie płcie cechują się wyraźną białą plamką przed oczami.

## Status
Międzynarodowa Unia Ochrony Przyrody (IUCN) uznaje afrorudzika oliwkowego za gatunek bliski zagrożenia (NT, Near Threatened) od 2016 roku, kiedy to po raz pierwszy sklasyfikowała go jako osobny gatunek. Liczebność populacji szacuje się na 10–20 tysięcy dorosłych osobników, a jej trend uznawany jest za spadkowy.